# Футбольная академия Азербайджана
Футбо́льная акаде́мия Азербайджа́на — первая Футбольная Академия в Азербайджане. Построена при финансовой поддержке УЕФА и АФФА, с целью развития детского футбола в стране. Официальная церемония открытия Академии состоялось 23 февраля 2009 года при участии члена Исполнительного комитета ФИФА, вице-президента УЕФА Шенеса Эрзика, технического директора ФИФА Жана Мишеля Бенезета, президента Ассоциации футбольных федераций Азербайджана Ровнага Абдуллаева, заместителя министра Молодёжи и Спорта Азербайджана — Исмаила Исмайлова, вице-президента Национального Олимпийского Комитета Азербайджана Чингиза Гусейнзаде, членов Исполнительного Комитета АФФА, ветеранов футбола и других официальных лиц.

## Структура Академии
Первыми учащимися академии станут футбольные таланты, которые будут отбираться тренерами-селекционерами. Наряду с основным предметом — футболом — дети также будут изучать и общеобразовательные науки. Академия одновременно может принять команду из 27 человек. В структуру Академии входят: 12 спален, конференц-зал, оснащённый современной техникой, компьютерные комнаты, оснащённые компьютерами, скоростной интернет, кабинет врача, массажный кабинет, фитнес-центр, плавательный бассейн, сауна. Фитнес-центр оборудован новейшими тренажёрами для физической подготовки воспитанников академии и членов различных сборных команд Азербайджана по футболу (основная сборная, молодёжная сборная, юношеские сборные, сборная по пляжному футболу и др.), проводящих свои учебно-тренировочные сборы в академии.

## Из истории Академии
15 мая 2009 года, в рамках товарищеского матча между командами ветеранов футбола Азербайджана и Германии, ветераны немецкого футбола побывали в Футбольной академии. Во время встречи с юными азербайджанскими футболистами, гости рассказали об истории мирового футбола, а также о ярких моментах своей спортивной карьеры.
С 26 по 29 апреля 2009 года воспитанники футбольной академии впервые приняли участие на международном турнире юношеских команд за «Кубок Президента Казахстана», который проходил в спортивном комплексе «Footballand» города Алматы. При этом команда, выступающая под названием «Академия», была сформирована на основе юношеской сборной Азербайджана (U-17).